# 鄧煜
鄧煜（？—），中國數學家，本科畢業於北京大學，後於普林斯頓大學得到數學博士學位，現為美國芝加哥大學副教授。
2025年，鄧煜和馬驍以及Zaher Hani在一篇論文中宣稱他們利用數學原理嚴格地從牛頓力學推導出波茲曼方程式，並進而推導了流體力學上的納維-斯托克斯方程式，對旨在公理化物理的希爾伯特第六問題做出重大貢獻，甚而有人宣稱他們解決了希爾伯特第六問題。

## 註解
1. ↑  Deng, Y., Hani, Z., & Ma, X. (2025). Hilbert's sixth problem: derivation of fluid equations via Boltzmann's kinetic theory. arXiv preprint arXiv:2503.01800.